# 勝鳥養
勝 鳥養（すぐり の とりかい）は、飛鳥時代の人物。姓はなし。冠位は不明。

## 出自
古代の姓に「すぐり」と読まれる村主がいるが、同様に「すぐり」と読まれる勝氏は、村主とは性格を異にする。渡来人系の一族であり、『新撰姓氏録』「山城国諸蕃」によると、「上勝同祖、百済国人多利須々之後也」とあり、「摂津国諸蕃」にも「上勝同祖、多利須須之後也」となっている。分布は山城国・摂津国・近江国・美濃国・備前国などにわたる。ほかに呉国王「孫皓」の後という「茨田勝（まんだのまさ）」や「上勝」のように勝姓とする氏族もおり、もともと大和政権の地方官の称号であったものが、世襲されていくうちに姓や氏に転じたものと見られる。勝姓のものに郡司が多いのは、これが要因だと想定される。

## 経歴
唐に渡った年次は不明。遣隋使小野妹子派遣時から犬上御田鍬の遣唐使の間（600年 -630年）のうちのいずれかだと思われる。
舒明天皇4年（632年）8月に僧旻、新羅の送使らとともに、唐からの帰途の犬上君御田耜に従って、対馬に泊まっている。その後、同行していた唐からの使節である高表仁ともに難波津に到着したものと思われる。その後の動静については伝わっていない。